# Etheostoma lugoi
Etheostoma lugoi és una espècie de peix de la família dels pèrcids i de l'ordre dels perciformes. Va ser descrit per Steven M. Norris i W.L. Minckley el 1997.

## Morfologia
Les femelles poden assolir uns 3,8 cm de longitud total, els mascles 3,5 cm.

## Distribució
Viu en zones riberenques de la regió de Chihuahuan al Mèxic. La sobreexplotació de l'aigua de superfície i dels aqüífers. El seu hàbitat a les riberes és infestat per la canya comuna (Arundo donax), que hi és invasora i per l'igualment invasor depredador Hemichromis guttatus.